# Krzemienica (województwo pomorskie)
Krzemienica (kaszb. Krzemiéńca, niem. Steinwald) – wieś w Polsce, położona w województwie pomorskim, w powiecie słupskim, w gminie Redzikowo. 
| SIMC    | Nazwa   | Rodzaj    |
| ------- | ------- | --------- |
| 0750741 | Krężoły | część wsi |

W latach 1975–1998 miejscowość administracyjnie należała do województwa słupskiego.

## Nazwa
Nazwa jest tzw. chrztem nazewniczym i ma charakter pseudotopograficzny. Powstała przez dodanie do nazwy pospolitej krzemień formantu -ica. Pierwotna nazwa niemiecka, poświadczona po raz pierwszy w 1934, ma charakter topograficzny i jest złożeniem dwóch członów-nazw pospolitych: Stein „kamień” oraz Wald „las”.
Rada Języka Kaszubskiego proponuje oparte na polskiej kaszubskie formy nazwy Krzemiéńca i Krzemińca.